# Droga wojewódzka 745
Die Droga wojewódzka 745 (DW 745) ist eine zehn Kilometer lange Droga wojewódzka (Woiwodschaftsstraße) in der polnischen Woiwodschaft Heiligkreuz, die Kielce mit Radlin verbindet. Die Strecke liegt in der Kreisfreien Stadt Kielce und im Powiat Kielecki.

## Streckenverlauf
Woiwodschaft Heiligkreuz, Kreisfreie Stadt Kielce
-  Kielce (Kjelzy) (S 7, S 74, DK 73, DK 74, DW 761, DW 762, DW 764, DW 786)

Woiwodschaft Heiligkreuz, Powiat Kielecki
- Świerczyny
- Masłów
- Mąchocice Kapitulne
- Leszczyny
-  Radlin (DK 74)